# Аборти в КНР

Правовий статус абортів у світі:
Легальний
Легальний при зґвалтуванні та за медико-соціальними показниками
Легальний у випадках (або заборонений, окрім випадків) зґвалтування, медико-соціальних протипоказань
Заборонений, окрім випадків зґвалтування та медико-соціальних протипоказань
Заборонений, окрім випадків загрозі життю жінки та при наявності психічних і патологічних протипоказань
Заборонений без виключень
Відмінності за регіонами
Відсутні дані

Аборти в Китаї є законними, це державна послуга, що надається жінкам за їх рішенням, за винятком селективних абортів. На додаток до доступності засобів контрацепції, аборт є поширеним способом стримування зростання населення в Китаї у відповідності з політикою однієї дитини. Така політика продовжувалася в Китаї від 1979 до 2015 року.

## Історія
На початку 1950-х років китайський уряд оголосив аборт незаконним за винятком випадків, коли: 
1) у вагітної були такі захворювання, як туберкульоз або злоякісна анемія, при яких вагітність становить загрозу для життя жінки; 
2) традиційна китайська медицина не могла запобігти загрозі переривання вагітності, і була загроза викидня; 
3) жінка вже перенесла два або більше кесаревих розтини. 
Закон передбачав покарання для жінок, кому робили нелегальний аборт, і для тих, хто їх виконували.
У 1954 і 1956 роках закон розширили, і в список показань на проведення аборту увійшли інвалідність і такі захворювання, як гіпертонія, епілепсія, а також професійні шкідливі чинники, з якими стикалися жінки на роботі. Жінкам, які вже мали четверо дітей, і які завагітніли через чотири місяці після народження останньої дитини, також призначали аборт.
Ці обмеження розглядалися як способи збільшити зростання населення. Вчений Не Цзин-Бао пояснює, що ці закони було пом'якшено наприкінці 1950-х — на початку 1960-х з метою скорочення ускладнень і смертей жінок внаслідок підпільних абортів, вони також виступали однією з форм контролю населення за рівнем народжуваності.

## Статистика
Точні статистичні дані про кількість абортів, які проводяться щорічно, важко знайти, оскільки не всі аборти реєструються, а статистика планування сім'ї зазвичай вважається державною таємницею. Втім, за розрахунками 2008 року, зроблено 13 мільйонів абортів і продано приблизно 10 мільйонів доз препаратів для переривання вагітності. Штучне переривання вагітності є більш поширеним у міських районах, де пари можуть мати тільки одну дитину. У сільській місцевості дозволялося мати другу дитину, якщо першою народилася дівчинка, а «право на народження другої дитини» коштувало близько 4000 юанів (US $ 600). У 70-х роках аборт офіційно називався «заходами усунення» для здійснення контролю за ростом населення в Китаї.

## Селективні аборти
Практика допологового визначення статі та аборти з метою статевого відбору з немедичних причин є незаконними. Селективні аборти, як і раніше, є одним з ключових факторів помітного порушення співвідношення статей у Китаї, оскільки дисбаланс не можна пояснити винятково зниженням народжуваності дівчаток або збільшенням дитячої смертності дівчаток. У 2001 році співвідношення народжених хлопчиків і дівчаток було 117 до 100 відповідно. Ці тенденції пояснюються збереженням переваги народження синів у китайських сім'ях, викликаної гендерними стереотипами та дискримінацією жінок.
У 2005 році уряд ввів систему з 10 напрямків з метою вирівнювання співвідношення статей новонароджених до 2010 року. Згідно з системою, селективні аборти оголошено поза законом, як і діагностику статі плоду до пологів, і за порушення цього введено суворі міри покарання. Інші заходи включали контроль за проведенням ультразвукової діагностики і вдосконалення систем, які використовуються в медичних організаціях і центрах планування сім'ї для звіту про народжуваність, аборти і вагітність.
Попри це, селективні аборти досі проводять, і цим непросто управляти на державному рівні, оскільки упередженість про перевагу синів досі поширена. Крім того, у багатьох випадках пара може оплатити ультразвукову діагностику для визначення статі плода.

## Планування сім'ї
Важливість абортів як інструменту планування сім'ї очевидна за рахунок широкого впровадження медикаментозних абортів (викликаних ліками на ранніх строках вагітності) в Китаї. Насправді, такі аборти легалізовані в Китаї від 1988 року, раніше, ніж в інших країнах і вже здійснюються у великих масштабах в Китаї протягом багатьох років. Поки незрозуміло, чи це настільки ж ефективно, як у багатьох західних країнах, але цей спосіб широко підтримують китайські лікарі, і це набагато менш травматично, ніж звичайні аборти.